# Pokémon Emerald
Pokémon Emerald (Smaragd) is een computerrollenspel ontwikkeld door Game Freak en uitgegeven door Nintendo voor de Game Boy Advance. Het werd uitgebracht in Japan in 2004 en internationaal in 2005. Het spel is een bijgewerkte versie van Ruby en Sapphire en is het laatste spel uit de derde generatie van de Pokémonreeks.

## Gameplay
Hoewel de gameplay grotendeels hetzelfde is als die van Ruby en Sapphire, introduceert Emerald nieuwe features. Het perceel is gewijzigd; zowel Team Magma als Team Aqua zijn schurken die respectievelijk Groudon en Kyogre wakker maken. Wanneer de twee legendarische Pokémon met elkaar beginnen te strijden, moet de hoofdpersoon Rayquaza loslaten op de legendarische Pokemon (afgebeeld op de voorkant) om ze tot bedaren te brengen. Sommige van de game monteurs zijn ook veranderd. Hoewel dubbele gevechten duidelijk waren gemarkeerd in Ruby en Sapphire, kunnen in Emerald twee afzonderlijke trainers zich verenigen om te strijden als een paar. Nadat de Elite Four is verslagen, mag de speler opnieuw tegen de Gym Leaders strijden in een dubbele strijd. Ook zijn de geanimeerde Pokémon sprites in gevechten zoals ze waren in Pokémon Crystal. Waarschijnlijk is de meest belangrijke toevoeging de Battle Frontier, een uitgebreide versie van de Battle Tower in Ruby en Sapphire.

## Ontvangst
Emerald is over het algemeen goed ontvangen. Het spel heeft een totale waardering van 77% op Game Rankings. Gamespot gaf het een 7,5 van de 10, IGN vond het "Indrukwekkend" en gaf een 8,0 op een totaal van 10. Emerald was het tweede best verkochte spel in de Verenigde Staten van 2005; verkocht 6,32 miljoen exemplaren, waarmee het de derde best verkochte spel is voor de Game Boy Advance. In november 2005 heeft Nintendo Power gemeld dat "De totale omzet [uit Pokemon Emerald] hoger zou zijn dan de werkelijke waarde van een smaragd van de grootte van Neptunus."